# Alég
Alég är en stad i södra delen av regionen Brakna i sydvästra Mauretanien. Staden är huvudstad i regionen Brakna. Den hade 15 521 invånare (2013).